# Françoise Pescatore
Marie Franziska (Françoise) Pescatore (Mertert, 11 juli 1877 – Luxemburg-Stad, 28 augustus 1954) was een Luxemburgs kunstschilder en kunstnijveraar.

## Leven en werk
Françoise Pescatore was een dochter van zakenman en volksvertegenwoordiger Dominique-Antoine Pescatore (1842-1916), vicevoorzitter van de Kamer van Afgevaardigden en de schilderes Anne Feltz (1842-1933). Ze werd geboren op het kasteel in Mertert, dat haar vader een aantal jaren voor haar geboorte had laten bouwen.
Pescatore kreeg de aanleg en interesse voor kunst vanuit huis mee. Ze leerde de beginselen van de schilderkunst van haar moeder, die het op haar beurt van haar moeder Elisabeth Piron had geleerd. Haar vader tekende karikaturen en decoratieve motieven in parlementaire documenten. Ze studeerde aan de Koninklijke Academie voor Schone Kunsten van Brussel. Pescatore schilderde niet alleen op doek, maar beschilderde ook faience. Haar ouders waren begunstigers van Alphonse Jungers, die rond 1894 Françoises portret schilderde. In februari 1896 werden de ingediende ontwerpen voor het Dicks-Lentz-monument, waaronder dat van Jungers, tentoongesteld in het stadhuis van Luxemburg. In een aparte zaal werd een aantal schilderijen getoond van Jungers, drie portretten van de hand van Jean-Pierre Huberty en een buste van een jachtopziener, gemaakt door de 18-jarige Pescatore. Ze sloot zich zich aan bij de kunstenaarsvereniging Cercle Artistique de Luxembourg. Pescatore maakte de overstap van schilderwerk naar kleine decoratieve objecten, die ze maakte van hout en hoorn. Samen met Lotty Braun-Breck, Denise Probst-Massin en Colette Probst-Wurth nam ze in 1950 deel aan de Women's International Exposition in New York, waar ze haar Horn- und Knochenarbeiten toonde.
Françoise Pescatore was bestuurslid van de Charité Maternelle, een liefdadigheidsorganisatie die zich inzette voor aanstaande en jonge moeders, opgericht door haar moeder. Ze overleed na een ongeval, op 77-jarige leeftijd.